# Hofej–Pengpu nagysebességű vasútvonal
A Hofej–Pengpu nagysebességű vasútvonal (egyszerűsített kínai írással: 合蚌客运专线; tradicionális kínai írással: 合蚌客運專線) egy kétvágányú, 25 kV 50 Hz-cel villamosított nagysebességű vasútvonal Kínában Hofej és Pengpu között. Teljes hossza 130,67 km, a legkisebb ívsugár 5500 méter. Az építkezés 2009 januárjában kezdődött, és 2012 október 16-án nyílt meg. A megengedett legnagyobb sebesség 350 km/h lesz. A vonalon 9 állomás épült. Miután elkészült, Hebeng és Peking között a menetidő kevesebb, mint 4 órára csökkent le. A projekt költsége 13,6 milliárd jüan. A vasútvonal a Peking–Sanghaj nagysebességű vasútvonal Hofej város felé tartó leágazása és része a Peking–Tajpej nagysebességű vasúti folyosónak.